# Gradungulidae
Gradungulidae é uma pequena família de aranhas com distribuição natural restrita à Austrália e Nova Zelândia. A família inclui 16 espécies, agrupadas em 7 géneros.

## Espécies
Gradungula Forster, 1955
- Gradungula sorenseni Forster, 1955 — Nova Zelândia

Kaiya Gray, 1987
- Kaiya bemboka Gray, 1987 — New South Wales
- Kaiya brindabella (Moran, 1985) — Australian Capital Territory
- Kaiya parnabyi Gray, 1987 — Victoria
- Kaiya terama Gray, 1987 — New South Wales

Macrogradungula Gray, 1987
- Macrogradungula moonya Gray, 1987 — Queensland

Pianoa Forster, 1987
- Pianoa isolata Forster, 1987 — Nova Zelândia

Progradungula Forster & Gray, 1979
- Progradungula carraiensis Forster & Gray, 1979 — New South Wales
- Progradungula otwayensis Milledge, 1997 — Victoria

Spelungula Forster, 1987
- Spelungula cavernicola Forster, 1987 — Nova Zelândia

Tarlina Gray, 1987
- Tarlina daviesae Gray, 1987 — Queensland
- Tarlina milledgei Gray, 1987 — New South Wales
- Tarlina noorundi Gray, 1987 — New South Wales
- Tarlina simipes Gray, 1987 — Queensland
- Tarlina smithersi Gray, 1987 — New South Wales
- Tarlina woodwardi (Forster, 1955) — Queensland